# Iranattus
Iranattus este un gen de păianjeni din familia Salticidae. Această specie a fost descoperită doar in Iran și a fost împărțită în alte doua subspecii:
1. Iranattus principalis
2. Iranattus rectangularis[2]